# Estació de Caudiel
Caudiel és una estació ferroviària i capçalera de la línia C-5 de la xarxa de Rodalies Renfe de València situada a l'oest del nucli urbà de Caudiel a la comarca de l'Alt Palància del País Valencià. L'estació forma part de la línia Saragossa-València.
Està situada al pk 218,1 de la línia 610 de la xarxa ferroviària espanyola que uneix Saragossa amb Sagunt per Terol, a 616,60 metres d'altitud. El quilometratge es correspon amb l'històric traçat entre Calataiud i València prenent la primera com a punt de partida. El tram és de via única i està sense electrificar.
| Procedència/Destinació     | <            | Línia | >        | Procedència/Destinació |
| -------------------------- | ------------ | ----- | -------- | ---------------------- |
| Rodalies València de Renfe |              |       |          |                        |
| València-Nord Sagunt       | Xèrica-Viver | C-5   | terminal | terminal               |

L'estació va ser posada en funcionament el 29 desembre 1899 amb l'obertura del tram Barraques-Xèrica de la línia que pretenia unir Calataiud amb València. Les obres van anar a càrrec de la Companyia del Ferrocarril Central d'Aragó. En 1941, amb la nacionalització de la totalitat de la xarxa ferroviària l'estació va passar a ser gestionada per RENFE. Des del 31 desembre 2004 Adif és la titular de les instal·lacions.
Forma part de la línia C-5 de Rodalies València, sent el terminal oest de la línia. La freqüència mitjana és de cinc trens diaris.